# Lassan
Lassan est une ville allemande située dans l'arrondissement de Poméranie-Occidentale-Greifswald du land de Mecklembourg-Poméranie-Occidentale.

## Géographie
Lassan est située à environ 15 km au sud de Wolgast et à environ 15 km au nord-est d'Anklam, sur la rive occidentale du Peenestrom, un détroit de la mer Baltique qui sépare l'île d'Usedom du continent.

## Quartiers
- Klein Jasedow
- Papendorf
- Pulow
- Waschow

## Personnalités liées à la ville
- Bernt Notke (1435-1509), peintre né à Lassan.